# 少女森林
《少女森林》為韓國的綜藝節目，是少女時代繼2015年《Channel 少女時代》後的團體綜藝節目，也是繼2011年SM Town在巴黎開演唱會後再到法國。由少女時代-Oh! GG成員（太妍、潤娥、俞利、珊妮、孝淵）共同出演。製作人是《Channel 少女時代》、《TheTaeTiSeo》等綜藝節目的原班人馬。
節目主軸為少女時代成員在法國南部休假，從潤娥生日後一天（5月31日），以倒敘方式記錄彼此的互動與點滴。名稱來自英語 Forest (森林)，也分拆成片語 For Rest (為了休息)組合而成。
2018年9月3日起每週一、三、五韓國時間早上11點在Naver TV與V Live播出，每次釋出1－5集短片。
2018年9月8日起每週六韓國時間晚上11點在JTBC2播出。

## 節目成員
- 太妍 * 因個人行程比其他成員早抵達尼斯
- 珊妮 * 因身體不適，沒有進行6月2日午後拍攝，67－70分集缺席。
- 孝淵
- 俞利
- 潤娥 * 因個人行程比其他成員晚一天出發

## 節目介紹
「五人五色」的自由行。
- 1. 與當地人一起體驗並交流當地文化。以第一人身分為自己旁白
- 2. 白天按照個人風格享受旅行，晚上必須要一起度過晚餐時間。
- 3. 紀錄每一天，將會有特別的事情發生。[註 1]

## 各集內容

### 本篇
| 總集數 | 集數  | 播放日期 （Naver TV、V Live）／（JTBC2） | 分集標題                                                                            | 節目內容 |
| ------ | ----- | ---------------------------------------- | ----------------------------------------------------------------------------------- | --- |
| 1      | 1     | 9月3日／9月8日                           | 앙티브에서 시작된 Oh!GG의 쉼표 여행 《Oh！GG的休閒之旅始於昂蒂布》                  | 節目內容 ⒈昂蒂布介紹 ⒉潤廚師開始準備食材 ⒊拍攝當天：5月31日－「萬能忙內」潤娥生日後一天 ⒋孝淵為俞利拍照，但不會數碼相機功能 ⒌甜品師太妍負責佈置餐桌，也展示早前學過的牛角麵包、藍莓馬卡龍、烤布蕾 ⒍Sunny是DJ ⒎孝淵、俞利對太妍馬卡龍的講評 ⒏潤娥上菜和紅酒 |
| 1      | 2     | 9月3日／9月8日                           | 윤아의 남프랑스 가정식 만찬 《潤娥的南法國家庭式晚餐》                              | 節目內容 ⒈潤娥自創的法式主餐 ⒉預告：回顧太妍、Sunny出發到昂蒂布、俞利、孝淵山岳騎馬行、回顧潤娥的法式家常菜烹飪課和太妍的甜品烘焙課、Sunny 手工課、太妍、潤娥的潛水體驗 |
| 1      | 3     | 9月3日／9月8日                           | 사전 미팅 - 집순이 태연의 반란 《事前會議 - 宅女太妍大反抗》                        | 節目內容 ⒈事前與製作組討論（一）：太妍擺脫宅女形象 |
| 1      | 4     | 9月3日／9月8日                           | 사전 미팅 - 유리&효연의 막장 드라마 《高級會議 -俞利、孝淵的相聲戲劇》              | 節目內容 ⒈事前與製作組討論（二）：俞利想到小街道遊走、孝淵想拿造香水證書 |
| 1      | 5     | 9月3日／9月8日                           | 사전 미팅 - 윤아&써니의 설렘과 민망 사이 《事前會議 - 潤娥、Sunny在興奮和恥辱之間》 | 節目內容 ⒈事前與製作組討論（三）：潤娥發光體、Sunny討論前在海外旅行，回韓後依然未能適應時差。 |
| 1      | 6     | 9月5日／9月8日                           | 써니의 셀프캠 《Sunny的自拍》                                                       | 節目內容 回想開始 ⒈在Sunny家，久違的Sunny Self Cam 2. Sunny介紹她的寵物貓－小鹽 3. 回到出發到尼斯前一天 4. Sunny行李公開 5. 透露有對陽光過敏跡象 6. 自己的理想觀光類型－休養 7. 自從搬進新房子後，想擺脫宅女生活 8. 帶走音響和遊戲 9. 許願清單 |
| 1      | 7     | 9月5日／9月8日                           | 태연&효연의 셀프캠 《太妍、孝淵的自拍》                                             | 節目內容 1.到巴黎中轉站去 2.孝淵隔壁座是俞利，因為韓國時間是上午1:30，但法國時間是前一天的下午6:30,所以俞利依然熟睡中，太妍、潤娥沒有隨行 3.太妍在摩納哥拍攝MV，會直接到尼斯 4.太妍的酒後 Self Cam，午睡 |
| 1      | 8     | 9月5日／9月8日                           | 경유와 니스, 윤아의 셀프캠 《柴油和尼斯、潤娥的自拍》                               | 節目內容 1.孝淵的第一次中轉機 2.Sunny不兆的天氣預言 3.暴雨開始，航機延誤 4.潤娥因為個人行程，還在韓國的家，晚一天起行 5.墨鏡、服裝Show+背後，粉絲送的的自畫肖像 6.有密集恐懼症的孝淵要避開的夾克 7.收拾行李，潤娥的軟糖收集+藍牙麥克風 8.孝淵、素顏Sunny、俞利的巴黎機場晚餐 9.晚餐後出發到尼斯 |
| 1      | 9     | 9月5日／9月8日                           | 니스 너는 정말 쉽지 않은 나 《尼斯，你的確不簡單》                                  | 節目內容 1.太妍比所有人早3小時到達Club Med Opio en Provence （页面存档备份，存于），站著打盹 2.太妍睡前Self Cam，連日的國外行程，令她疲憊不堪。 3.法國當地時間上午1點，孝淵、Sunny、俞利到達。每人各分開一個房間 4.孝淵參觀房間，酒店送上白玫瑰 5.Sunny因為素顏，迅速關閉攝像機 6.俞利報告：用了整整一天到達尼斯 |
| 1      | 10    | 9月7日／9月8日                           | 유리&효연 그리고 와인눈물 《俞利、孝淵和酒淚》                                      | 節目內容 1.上午2:18，孝淵、俞利失眠，向跆拳道黑帶的金松淑經紀人求救：開酒瓶 2.剪刀開橡木瓶蓋，喝普羅旺斯桃紅葡萄酒 3.開瓶蓋成功，但酒反彈到額頭。 4.倒酒，Self Cam功力 5.預告：停不下來的酒精誘惑（Oh! 讓她們GG！的多次酒局） 6.在少女時代裡，孝淵、俞利多年來是健康狀況、體力、興致和酒量最好的兩人。 7.少女時代最好的團體活動：日本演唱會 8.完全體時照片 |
| 1      | 11    | 9月7日／9月8日                           | 변함없이, 소녀시대니까 《不變的是少女時代》                                         | 節目內容 俞利的心底話： 1.越來越珍惜「小確幸」 2.苦惱 孝淵解答： 3.可以如實對外展示尷尬關係，但只能以個人觀點道出。 |
| 1      | 12    | 9月7日／9月8日                           | 소녀들의 힐링 데이, 첫날 《少時女孩的療癒之旅，第一天》                             | 節目內容 1.「A4紙片人」－太妍起床，對天氣不大樂觀 2. 洗漱前的伸展運動 3. 孝淵嘗試青檸水，出外 |
| 1      | 13    | 9月7日／9月8日                           | 태연&효연의 세그웨이로 아침 산책 《 孝淵、太妍的Segway晨運》                        | 節目內容 1. 孝淵、太妍的Segway初體驗 2.Yale老師的Segway課 3.太妍家裡其實有一台，她只是不敢出外 4.Yale的度假村Tour |
| 1      | 14    | 9月7日／9月8日                           | 다음주 오!지지의 이야기는? （JTBC2）第2集預告                                       | 節目內容 （JTBC2）第2集預告： 1.四人嘗試高空馬戲團式鞦韆 2.出發，四人開車到昂蒂布別墅 |
| 預告2  | 預告2 | 9月9日                                   | Preview02.남프랑스에서 진정한 흥을 찾다                                             | |
| 2      | 15    | 9月10日／9月15日                         | 소녀들의 모닝 드라이빙 《少時女孩上午駕駛》                                         | 節目內容 1.（JTBC2）第一集回顧 2.孝淵、太妍、Yale老師進入橄欖園 3.學習在Segway上模擬滑雪 4.學習閉眼開車 5.學習高速爬坡 |
| 2      | 16    | 9月10日／9月15日                         | 올리브 동산에서 아침 산책 《早上在橄欖園散步》                                      | 節目內容 1.孝淵開吉普車，Oh! GG環遊度假村2.回到橄欖園 3.找到野生橄欖油 4.Sunny攝影師開工 |
| 2      | 17    | 9月10日／9月15日                         | 세상 짜릿한 서커스 즐기기 《享受世界上令人興奮的馬戲團》                            | 節目內容 1.發現馬戲團訓練班 2.太陽馬戲團發源地成謎 3.到達CreActive公共馬戲團體驗營 4.第一項目：空中鞦韆 5.猜拳，敗者先體驗 |
| 2      | 18    | 9月10日／9月15日                         | 써니 - 토할지도 몰라 《Sunny - 可能會嘔吐》                                         | 節目內容 1. Sunny當選 2.因為腿太短加上腹部力量不足，未能在鞦韆上倒吊，變成上臂肌耐力賽 |
| 2      | 19    | 9月10日／9月15日                         | 효연 - 제발 살려만 주세요 《孝淵 - 請救救我！》                                     | 節目內容 1.孝淵上場，發現會講韓語的黑人導師 2.一直慫恿Sunny的孝淵也失敗 |
| 2      | 20    | 9月10日／9月15日                         | 태연 - 탱구가 약골이라구? 《太妍－Taenggu是弱者？》                                 | 節目內容 1.體力最少、體型最小的太妍挑戰 2.抬腿、上吊成功，以最先出發的衝力，迅速抬腿上吊，然後回吊 3.太妍擺脫「紙片弱質女」稱號 4.俞利看完Sunny後，決定不挑戰 |
| 2      | 21    | 9月12日／9月15日                         | 캐미폭발 율&효 콤비 《默契爆炸的俞和孝回歸》                                        | 節目內容 1.晚上，俞利看上孝淵在早上喜歡的男人... 體模型 2.俞利、孝淵走秀 3.俞利看膩孝淵的甩手動作 |
| 2      | 22    | 9月12日／9月15日                         | 프랑스는 언제나 추억을 《法國永恆的回憶》                                           | 節目內容 1.西式自助晚餐 2.再開俞利、孝淵喝完兩瓶的桃紅葡萄酒 3.想念潤娥 4.潤娥已到達巴黎中轉站 5.懷念2011年巴黎行點滴 6.「偽忙內」太妍的甜品正餐 7.酒店為Sunny慶祝當月生日 8.明天出發到昂蒂布 9.離開奥皮奥 |
| 2      | 23    | 9月12日／9月15日                         | 소녀들의 포레스트, 앙티브를 찾아서 少時女孩的森林－昂蒂布                           | 節目內容 1.俞利遲到1小時 2.孝淵調侃開DHL快遞車，選擇開黑色賓士 3.太妍開白色寶馬 4.出發到昂蒂布 |
| 2      | 24    | 9月12日／9月15日                         | 유리&효연 - 오픈카 드라이빙 with RAIN 《俞利&孝淵的雨中開篷駕駛》                   | 節目內容 1.俞利、孝淵的超默契時間 2.孝淵想重生為大楓樹，除了自己個子小，也想為人們擋太陽、風雨，和製造楓油 3.俞利想重生為男人 4.俞利開篷 5.不久開始下雨，關蓬歷險記 |
| 2      | 25    | 9月12日／9月15日                         | 태연&써니 - 집순이 VS 집순이 《太妍＆Sunny -宅女VS宅女》                            | 節目內容 1.Sunny透露：潤娥因為有個人行程，其實在5月30日才抵達昂蒂布 2.Sunny 想在郊外成為「無念無想」－「住家宅女王」 3.太妍想在都市，滿足「逃家願望」－「獨自旅行王」 4.到達古爾東中轉站 |
| 2      | 26    | 9月14日／9月15日                         | 태연&써니 - 윤아 생일선물 사기 《太妍＆Sunny - 潤娥的生日禮物欺詐》                 | 節目內容 1.古爾東介紹 2.太妍、Sunny到達古爾東廚具店 3.到達飾品店 4.太妍找到「雙魚座」手環，但潤娥是雙子座，所以買了給自己 5.Sunny發現水晶酒杯 |
| 2      | 27    | 9月14日／9月15日                         | 동화같은 마을에서 힐링 타임 《在童話般的村莊中療癒時間》                            | 節目內容 1.太妍買「雙魚座」手環消息被Sunny聽見 2.為潤娥買小耳環 3.為潤娥買薰衣草圍裙 4.太妍、Sunny小街行 5.Sunny 發現小貓 6.太妍與玫瑰自拍 |
| 2      | 28    | 9月14日／9月15日                         | HYO 작가의 멜로 극장 《孝作家的情景劇劇院》                                         | 節目內容 1.孝淵、俞利的Santa Monica愛情隨想劇 2.俞利不想把戲劇變成迂迴曲折的連續劇 3.孝淵故事二：薰衣草花園 4.俞利提問孝淵名字來源 5.翻唱和改編G.o.d《路》(朴軫永曲、詞) 6.俞利、孝淵日語對答時間 7.到達昂蒂布 |
| 2      | 29    | 9月14日／9月15日                         | 작고 반짝이는 것 for 윤아 《小而閃閃發光FOR潤娥》                                   | 節目內容 孝淵、俞利為潤娥買禮物 1.孝淵、俞利到很早關門的精品店 2.在咖啡廳外發現小狗和牠的主人 3.母狗，6歲 4.孝淵買下大吊環給自己+吉他弦手鐲給潤娥 5.俞利買一對小耳環給潤娥 |
| 2      | 30    | 9月14日／9月15日                         | （JTBC2）第3集預告                                                                  | 節目內容 1.到達、參觀別墅型宿舍 2.到海濱餐廳吃晚餐 3.快要結束的昂蒂布第1天 4.潤娥在夜深抵達昂蒂布 |
| 預告3  | 預告3 | 9月16日                                  | Preview03. 소녀포레스트 숙소에 누군가 있다?! 《少女森林的宿舍裡有其他人嗎？》       | 節目內容 昂蒂布第一個夜深： 1.孝淵聽到吹笛／口哨聲 2.在隔壁房的俞利聽不到 3.孝淵嚇到，呼叫（不會吹口哨的）潤娥 |
| 3      | 31    | 9月17日／9月22日                         | 태연&써니의 카풀 노래방 《太妍&Sunny的<Carpool Karaoke>》                           | 節目內容 1.（JTBC2）第二集回顧 2.太妍、Sunny到昂蒂布 3.DJ Sunny 回歸 4..太妍、Sunny現場翻唱秀 5.到達海濱 |
| 3      | 32    | 9月17日／9月22日                         | 어서와 비밀의 집은 처음이지? 《你是第一個也是秘密的房子？》                         | 節目內容 1.到達秘密復古別墅式宿舍 2.進入客飯廳和木質廚房 3.參觀2樓紫色和白色睡房 4.參觀3樓的廚房和飯廳 5.參觀白色太陽睡房 6.參觀紅色後牆的睡房 7.給少時女孩的禮物，節目主軸和規則公佈 預告：五人五色的《我獨自旅行》 |
| 3      | 33    | 9月17日／9月22日                         | 소녀들의 짐 풀기 스타일 《少時女孩打開行李的風格》                                  | 節目內容 1.孝淵（紫色）、俞利（白色）在2樓睡房 2.俞利努力地整理行李 3.有潔癖的孝淵洗漱 4.Sunny還在挑房間，在純白色睡房看法文書失敗 5.太妍在白色太陽睡房噴香氣 6.太妍的麥克風出現問題 7.聲音調整道歉啟事 |
| 3      | 34    | 9月17日／9月22日                         | 탱구의 앙티브 동네 탐방 《Taenggu訪問昂蒂布社區》                                   | 節目內容 1.太妍出走 2.麥克風修復，《Taenggu TV》回歸 3.像日本的法國巷弄 4.試吃麵包店樣品 5.超像洛杉磯+海雲台的昂蒂布海濱 6.看見狗隻和海水，想念Zero |
| 3      | 35    | 9月17日／9月22日                         | 소녀들의 저녁식사 《少時女孩晚餐》                                                  | 節目內容 1.昂蒂布晚餐時間 2.久違的聚會 3.開胃菜 4.三款義大利麵 5.不會看法語書的Sunny －法語口語能力之謎 6.孝淵的主食取向 |
| 3      | 36    | 9月19日／9月22日                         | 시차적응 실패한 탱구 《時差適應失敗的Taenggu》                                      | 節目內容 1.太妍吃飽後開始有睡意 2.想念潤娥 3.潤娥會期待她們接機嗎？ 4.#支離破碎的 #潤娥心 #Oh! GG 5.#11年之久的朋友 #認清現實對話 6.潤娥禮物核對 7.下午10:20，太妍奶奶Log Out 8.回想2011年，長達4小時的巴黎晚餐 9.孝淵搜索關鍵詞問題 10.燈塔的聯想 11.太妍的「蝙蝠俠」『遺言』 |
| 3      | 37    | 9月19日／9月22日                         | 야심한 밤 휘파람 소리의 정체? 《雄心勃勃的夜哨？》                                  | 節目內容 1.孝淵聽到吹笛／口哨聲 2.在隔壁房的俞利聽不到 3.俞利不是犯人，因為她不會吹口哨 4.翻唱BlackPink － 《Whistle》 5.孝淵嚇到，呼叫（不會吹口哨的）潤娥 6.再次聽到吹笛／口哨聲 7.犯人捕獲，正是俞利 8.#孝淵&俞利 #夜間吹口哨 #會引蛇入屋 |
| 3      | 38    | 9月19日／9月22日                         | 윤아가 왔써염 《潤娥飄到》                                                          | 節目內容 1.#太妍 #像是藝術，又不是藝術的照片 2.Sunny等待潤娥 3.自言自語的潤娥抵達宿舍 4.Sunny、太妍迎接潤娥 5.潤娥參觀Sunny、太妍的房間和睡房 6.俞利、孝淵Log Out 7.Sunny放餌，讓潤娥完成所有法式家常菜 |
| 3      | 39    | 9月19日／9月22日                         | 태연&써니가 준비한 서프라이즈 《太妍&Sunny準備好的驚喜》                            | 節目內容 1.潤兒在3樓紅色後牆的睡房 2.5月30日，11:50，最後10分鐘的潤娥驚喜 3.太妍在摩洛哥買的禮物：金色平底舞蹈鞋 4.太妍、Sunny送禮 5.正式Log Out |
| 3      | 40    | 9月21日／9月22日                         | 소녀들의 모닝 스타일 《少時女孩的Morning Style》                                    | 節目內容 1.昂蒂布第一個早晨 2.太妍的無被子伸懶腰式賴床 3.Sunny在房裡學法語 4.潤娥起床，重開民宿店員模式 5. 2樓的俞利、孝淵不在房間 6. 她們早已跟美髮師化妝，準備出門 |
| 3      | 41    | 9月21日／9月22日                         | 유리&효연 - 웰컴 투 산악 《俞利＆孝淵 - 歡迎來到山上》                              | 節目內容 1.回顧俞利、孝淵事前會議，透露願望清單 2.預告：體力充沛的俞利&孝淵到山腰騎馬 3.喜歡馬的俞利+喜歡戶外活動的孝淵 4.法國版《Taxi》 5.到達山腰，發現馬隻和小貓 6.Emile老師介紹Caddle和Funet 7.在大便的Funet 8.俞利、孝淵沒有預先買馬靴的原因 9.上一天失敗的買靴計劃 10.借用馬靴 11.孝淵、Funet交流時間 12.像媽媽的Emile老師 13.出發 |
| 3      | 42    | 9月21日／9月22日                         | 윤아의 거침없는 해변 라이딩 《潤娥的不妥協的海灘騎行》                              | 節目內容 1.潤娥決定騎自行車 2.到達海濱沙灘 3.自拍 feat. 製作人 |
| 3      | 43    | 9月21日／9月22日                         | 빵집에 울려 퍼진 비명소리 《在麵包店尖叫》                                          | 節目內容 1.潤娥回宿舍，與Sunny梳化 2.潤娥學唱Maroon 5－《Sugar》 3.Sunny去太妍昨天去過的麵包店，潤娥尾隨 4.在店外試麵包 5.突發事件：果汁濺到潤娥的白色長裙上 |
| 3      | 44    | 9月21日／9月22日                         | 다음주의 소포 《（JTBC2）第4集預告》                                                | 節目內容 1.孝淵竟然不喜歡騎馬？ 2.Sunny的勞力陶瓷學課 3.潤娥艱難的法國料理之路 |
| 預告4  | 預告4 | 9月23日                                  | Preview04.윤아와 써니의 극한 체험 삶의 현장?! 《潤娥和Sunny的極限》                 | 節目內容 1.潤娥發現製作組和姐姐們的企劃：讓她煮法式家常晚餐 2.潤娥艱難的法國料理之路 3.Sunny的勞力陶瓷學課－本來像《人鬼情未了》的橋段，變成吃力不討好的洗衣勞工 |
| 4      | 45    | 9月24日／9月29日                         | 유리&효연의 산악승마 《俞利&孝淵－山地騎馬》                                        | 節目內容 1. 第一集回顧 2.孝淵、俞利開始騎馬登山 3.速度加快，俞利喜歡，孝淵不適應 4.只會慢走的孝淵 5.慢行下山 6.發現小驢 |
| 4      | 46    | 9月24日／9月29日                         | 태연의 지금 배우러 갑니다 《太妍&潤娥－現在去學習》                                 | 節目內容 1.潤娥到Laure奶奶家 2.回想到潤娥和Sunny的會議－要為自己的故事自述 3.羅拉奶奶的遊記 4.羅拉奶奶的遊記-首爾篇 5.各地的杯子 6.潤娥在法國的人氣 7.送給潤娥的尼斯圍裙 8.Laure奶奶的南法式烹飪知識的傳承 9.太妍的早晨拉筋 10.裝扮揭曉 |
| 4      | 47    | 9月26日／9月29日                         | 써니의 도자기 공방 Sunny到陶瓷工場                                                  | |
| 4      | 48    | 9月28日／9月29日                         | 윤아의 가정식 요리 潤娥的家常料理                                                   | |
| 4      | 49    | 9月28日／9月29日                         | （JTBC2）第5集預告                                                                  | 節目內容 1.太妍的甜品驗收 2.令太妍心動的型男烘焙師 3.潤娥的生日晚餐開始 4.DJ Sunny 主持的猜歌遊戲 |
| 預告5  | 預告5 | 9月30日                                  | Preview05.제빵왕 김탱구 《烘烤王 － 金Taenggu》                                     | 節目內容 1.透露成員喜歡吃麵包 2.猜想教堂環境/教師對象 3.老師跟太妍以韓語打招呼 4.太妍心動搭訕時間 |
| 5      | 50    | 10月1日／10月6日                         | 태연의 두근두근 베이커리 - 크루와상 《令太妍怦然心動的麵包店－牛角麵包篇》          | 節目內容 1.（JTBC2）第四集回顧 2.太妍回到昨天去過的麵包店,但只買咖啡 3.回想到事前會議：想學習自行烘烤麵包 4.猜想教堂環境/教師對象（上了年紀的中老年人） 5.理想教師：跟太妍年紀相仿的型男烘烤師 6.到達型男烘烤師 Ludovic Gambini家 7. Ludovic Gambini - Negresso 飯店烘烤和甜品廚師／Elle & Vire 甜點比賽（專業組）冠軍／康城時尚模特兒 8.課程（從難到易）：牛角麵包、馬卡龍、烤布蕾 9.太妍被騙，用手攪拌材料 10.不用翻譯的心動時間 11.牛角麵包成形、上色、烘烤 12.Gambini 老師點唱時間： 太妍－《I》 |
| 5      | 51    | 10月1日／10月6日                         | 태연의 두근두근 베이커리 - 마카롱 《令太妍怦然心動的麵包店－馬卡龍篇》              | 節目內容 1.回想到在麵包店試過的馬卡龍 2.材料：白糖、藍莓、明膠、澱粉 3.馬卡龍餡：把水和糖混合，加熱成糖漿 4.把檸檬汁／檸檬果皮屑放在藍莓裡，然後放進糖漿裡 5.加上澱粉和剩餘的糖，烹調好，冷凍後再放明膠 6.馬卡龍殼：糖粉和杏仁粉混合和隔篩，在混入蛋白內，用攪拌機中速攪勻，加上色素 7.第二輪糖漿，煮沸至攝氏117度，再慢慢放入在攪拌的蛋白 8.蛋白酥完全滲入夾心，放在擠花袋，噴成圓殼 9.在200度烤爐下層烤6分鐘 10.在另一擠花袋裡放上餡料，然後夾心                                                   |
| 5      | 52    | 10月1日／10月6日                         | 태연의 두근두근 베이커리 《令太妍怦然心動的麵包店－烤布蕾篇》                       | 節目內容 1.牛奶和奶油放到鍋中，稍微加熱 2.迅速加入蛋黃和糖，攪拌 3.加入加熱的牛奶、奶油 4.放到冰箱發酵30分鐘 5.裝上容器，在烤箱烤40分鐘 6.放涼後灑糖，用火槍融化 |
| 5      | 53    | 10月3日／10月6日                         | 소녀들의 저녁식사 - 융생파                                                          | |
| 5      | 54    | 10月3日／10月6日                         | 소녀들의 저녁식사 - 1초 노래 맞히기                                                 | |
| 5      | 55    | 10月5日／10月6日                         | 잠들지 않는 소녀들의 밤                                                             | |
| 5      | 56    | 10月5日／10月6日                         | （JTBC2）第6集預告                                                                  | 節目內容 第二天行程：太妍、孝淵、俞利願望實現 太妍、Sunny和潤娥潛水看魚 孝淵讀香水提煉師課程 俞利遊覽南法巷弄 過法、摩邊境時遇到警察？ |
| 預告6  | 預告6 | 10月7日                                  | Preview06.김태연, 사랑할거야? 《金太妍，你會愛我嗎？》                              | 節目內容 1.金太妍的潛水導師游離遊艇 2.以日語問候 |
| 6      | 57    | 10月8日／10月13日                        | 아침 기상은 언제나 힘들어                                                           | |
| 6      | 58    | 10月8日／10月13日                        | 유리의 예술 도보 여행                                                               | |
| 6      | 59    | 10月8日／10月13日                        | 효연의 특별한 향수 만들기 《創建孝淵的特殊香味》                                    | 節目內容 1.孝淵到香水廠途中 2.到達格拉斯 3.風琴式香水工作台 4.反向的香水搭配程序 5.調配四合一底調 6.選擇匹配的心調 7.六種心調比例配對 8.選擇4種前調 9.孝淵特製的 100ml香水 10.發酵2星期 11.孝淵提早拿下速成課證書 12.因時間不足，再為其她成員提煉4瓶一樣的香水。 |
| 6      | 60    | 10月10日／10月13日                       | 앙티브 바다에서 추억 만들기                                                         | |
| 6      | 61    | 10月10日／10月13日                       | 모나코 해변에서 온 편지                                                             | |
| 6      | 62    | 10月12日／10月13日                       | 소녀들의 달콤 훈훈한 저녁식사                                                       | |
| 6      | 63    | 10月12日／10月13日                       | 남프랑스의 깜짝 선물 - 불꽃놀이                                                     | |
| 6      | 64    | 10月12日／10月13日                       | 다음주, 오지지 니스로 출바알~ （JTBC2）第7集預告                                    | 節目內容 1.少時女孩到南法樹叢野餐 2.Sunny在哪裡？ 3.怕被風吹走的紙片太妍 4.到尼斯市集（feat.潤娥導遊） 5.只共有歐元100塊，不能購物 6.免費的自拍宣傳 |
| 預告7  | 預告7 | 10月14日                                 | Preview07. Welcome to 윤아 투어!!~ 《Welcome To Yoona Tour》                        | 1.到尼斯市集（feat.潤娥導遊） 2.只共有歐元100塊，不能購物 |
| 7      | 65    | 10月15日／10月20日                       | 아침 기상은 언제나 힘들어                                                           | |
| 7      | 66    | 10月15日／10月20日                       | 소녀들의 힐링 피크닉 《少時女孩的療癒野餐》                                         | |
| 7      | 67    | 10月17日／10月20日                       | 니스 해변 노천카페                                                                  | |
| 7      | 68    | 10月17日／10月20日                       | 100유로 윤아투어                                                                    | |
| 7      | 69    | 10月19日／10月20日                       | Oh!GG의 파워 스톤 우정 반지                                                         | |
| 7      | 70    | 10月19日／10月20日                       | 오늘도 즐거웠다!                                                                    | |
| 預告8  | 預告8 | 10月21日                                 | Preview08.어느덧 찾아온 소녀포레스트와의 이별                                       | |
| 8      | 71    | 10月22日／10月27日                       | 마지막 이야기 - 구시가지 동네탐방                                                   | |
| 8      | 72    | 10月24日／10月27日                       | 마지막 이야기 - 추억을 저장하는 쇼핑                                                | |
| 8      | 73    | 10月26日／10月27日                       | 마지막 이야기 - 다섯소녀들의 만찬                                                   | |
| 8      | 74    | 10月26日／10月27日                       | 안녕, 소녀포레스트                                                                  | |

### 特別篇
| 集數                | 播放日期 （Naver TV、V Live）／（JTBC2） | 標題                                                                                         | 節目內容                                                                           |
| ------------------- | ---------------------------------------- | -------------------------------------------------------------------------------------------- | ---------------------------------------------------------------------------------- |
| 00                  | 9月8日                                   | 1만구독돌파! 소녀시대-Oh!GG의 자축 영상!                                                     | 1. Naver追蹤人數達1萬感謝片 2.第二目標－第二季續集：Naver TV總瀏覽率超過2千萬      |
| 01                  | 9月8日                                   | 본격!PD하드털이영상_01_막춤대결                                                              |                                                                                    |
| 02                  | 9月9日                                   | 본격!PD하드털이영상_02_벌레가 무서운 탱구! 《正品！PD硬碟影片_02_可怕的蠕蟲！》              | 1.太妍發現Yale老師脖子上有蟲而嚇跑                                                 |
| 03                  | 9月15日                                  | 본격!PD하드털이영상_03_Oh!GG의 Jumpin' Jumpin' 《正品！PD硬碟影片3－Oh GG!彈床體驗》         | Oh GG!彈床體驗 1.Sunny跟導師的雙人跳 2.俞利的完美空中一字馬 3.太妍的盤腿回跳       |
| 04                  | 9月23日                                  | 본격!PD하드털이영상_04_Sunny in the car~! 《正品！PD硬碟影片4－在車上的Sunny》               | 1.看著小鹽的照片喊想念牠 2.進入DJ模式 3.胡言亂語 4.嘲笑製作組                      |
| 05                  | 9月30日                                  | 본격!PD하드털이영상_05_weather Oh!GG! 《正品！PD硬碟影片5－天氣 Oh GG（真好）！》            | 1.烘培師外享受好天氣                                                               |
| 06                  | 10月7日                                  | 본격!PD하드털이영상_06_푸른 바다의 숨은 고수 등장?! 《正品！PD硬碟影片6－熱身中的TSY》       | 1.熟睡中的Sunny起來、教潤娥熱身                                                    |
| 《Fermata》法國版MV |                                          |                                                                                              |                                                                                    |
| 07                  | 10月14日                                 | 본격!PD하드털이영상_07_갑자기 사라진 융가이드?!! 《正品！PD硬碟影片7－突然消失的潤導遊？！》 | 1.潤娥導遊離隊，到聖雷帕拉塔主教座堂 2.其他團員一直直走 3.默默追上團隊，到晚餐地點 |
| 08                  | 10月21日                                 | 본격!PD하드털이영상_08_절대 취하지 않는 오지지ㅋㅋ                                           |                                                                                    |